# 昂布吕雅
昂布吕雅（法語：Ambrugeat，法語發音：[ɑ̃bʁyʒa]）是法国科雷兹省的一个市镇，属于于塞勒区。

## 地理
昂布吕雅（45°31'36"N, 2°7'4"E）面积29.57 平方千米，位于法国新阿基坦大区科雷兹省，该省份为法国中南部省份，北起上维埃纳省和克勒兹省，西接多爾多涅省，南至洛特省，东临多姆山省和康塔爾省。
与昂布吕雅接壤的市镇（或旧市镇、城区）包括：博讷丰、达维尼亚克、梅马克、韦泽尔河畔佩罗勒。

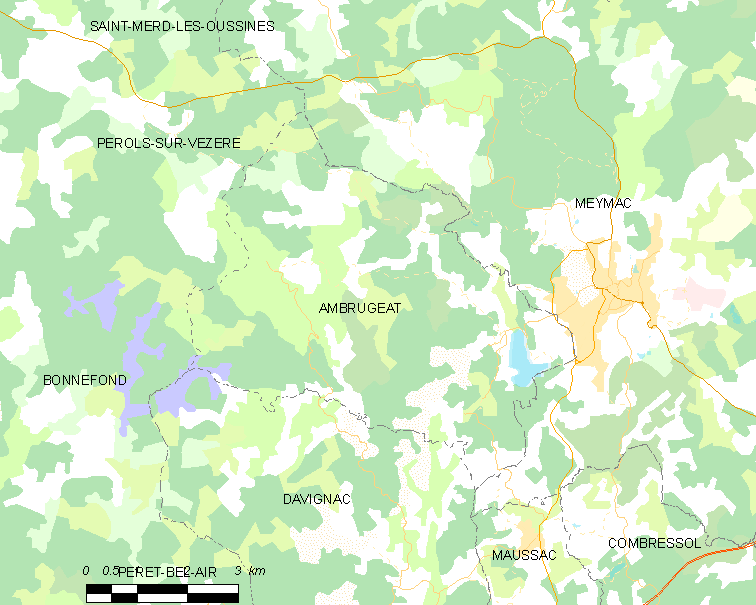
昂布吕雅的OSM定位图

昂布吕雅的时区为UTC+01:00、UTC+02:00（夏令时）。

## 行政
昂布吕雅的邮政编码为19250，INSEE市镇编码为19008。

## 政治
昂布吕雅所属的省级选区为米勒瓦什高原县。

## 人口

1962-2008年间昂布吕雅人口变化图示

昂布吕雅于2022年1月1日时的人口数量为209人。